# DJ Deeon
DJ Deeon, nom de scène de Deeon Boyd (né en 1966 à Chicago et décédé le 17 juillet 2023), est un producteur de musique électronique américain, pionnier de la ghetto house.

## Biographie
Deeon Boyd naît à Chicago, où il grandit. Il commence à se produire en tant que DJ sous le nom de DJ Deeon au début des années 1980 dans des fêtes au sein de logements sociaux et du quartier général du gang El Rukn de Chicago. Il commence par vendre ses productions musicales sur des cassettes auto-produites. Inspiré par la Miami bass et la Chicago house, DJ Deeon est l'un des pionniers de la ghetto house dans le début des années 1990, notamment au sein du label Dance Mania. Son style est rapide et brut et ses morceaux comportent régulièrement des vocaux à teneur sexuelle. Il sort son premier EP Funk City en 1994. D'après le Guardian, son morceau le plus couronné de succès est Freak Like Me,,. Il produit une trentaine de singles pour Dance Mania jusqu'à la fermeture du label en 1999.
Après la fermeture de Dance Mania, il continue à produire des morceaux sur les labels Databass, Juke Trax et Pro-Jex dans les années 2000. En mars 2015, il sort l'EP best of Deeon Doez Deeon! sur le label Numbers. Les morceaux sont remasterisés à partir des Digital Audio Tapes originales. En août 2017, il publie une compilation intitulée DJ Deeon Doez Dance Mania sur Dance Mania, avec des morceaux remasterisés et quelques inédits.
En décembre 2018, il commence à être victime de crises cardiaques à répétition après avoir déjà été victime d'un cancer et de l'amputation d'une de ses jambes. Il continue malgré tout de tourner à l'international afin de gagner sa vie. En mars 2019, il sort l'EP We Have Bass avec le producteur brésilien Wehbba. Pour le webzine Valliue, cet EP propose « une production avec une coupe lourde, puissante ».
Durant la pandémie de Covid-19 qui met un arrêt à ses tournées, il lance un appel aux dons afin de financer les frais médicaux liés à ses complications cardiaques. En juin 2021, il publie l'EP Destiny sur le label Teklife en hommage à DJ Rashad. Les profits générés par les ventes reviennent à la famille de DJ Rashad. En juin 2022, il est hospitalisé en raison de son amputation et d'une pneumonie. 
En mai 2023, il sort de manière indépendante quatre EP en deux jours, Bad Robot, Glasgow to Moscow, My CPU et Space Age Digital Pimp. Il décède alors qu'il est hospitalisé le 17 juillet 2023, sans que la cause de sa mort ne soit révélée,.

## Héritage musical
En 1997, le groupe français Daft Punk le nomment comme l'une de leurs inspirations au sein de leur morceau Teachers. En 2016, le producteur Lee Walker remixe son morceau Freak Like Me avec les chanteurs pop Katy B et MNEK. Ce remix permet à DJ Deeon de rentrer dans le classement musical britannique pour la première fois.

## Discographie

### Singles et EP
- 1994 : Funk City (EP) (Dance Mania) (incl. House-O-Matic)[13]
- 1996 : Freak Like Me[13],[14]
- 1997 : Work This M.F. (EP) (DiKi) – avec DJ Puff[15]
- 1998 : Feel Good / Akceler 8 (Caution)[15]
- 1998 : 2 B Free[13]
- 2003 : Let Me Bang (Databass) – (incl. Ride this MF)[14]
- 2005 : The Freaks (Juke Trax, 2005)[13]
- 2022 : Wanna Go Bang (Drumcode)[14]
- 2023 : Bad Robot[3]
- 2023 : Glasgow to London[3]
- 2023 : My CPU[3]
- 2023 : Space Age Digital Pimp[3]

### Contributions
- Work It de Dance System – voix de DJ Deeon[13]